# Boin
Boin (jap. ボイン) – japońskie slangowe określenie odnoszące się do dużych kobiecych piersi. Jeśli chodzi o etymologię tego słowa, sugeruje się, że jego użycie wywodzi się z terminu onomatopei oznaczającego zderzenie obiektów sprężystych. Określenie to zwykle używane jest w odniesieniu do dużych i jędrnych piersi młodej kobiety. Słowo to nie jest powszechne jeśli chodzi o piersi, które nie są uważane za obiekt seksualny.

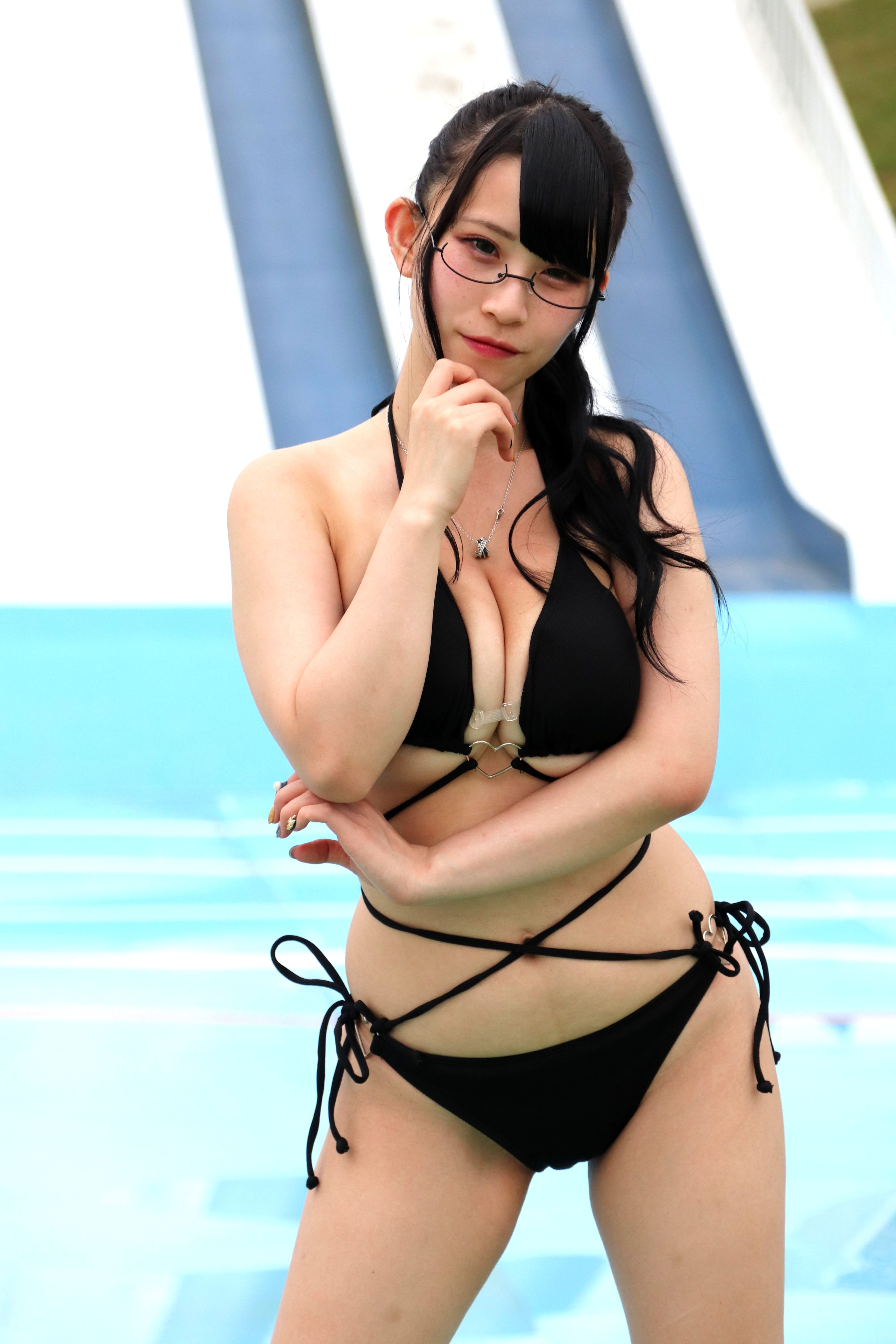

W 1982 roku słowo to zostało włączone do słownika języka japońskiego.